# Králíček obecný
Králíček obecný (Regulus regulus) je malý zpěvný pták z čeledi králíčkovití (Regulidae).

## Taxonomie
Vzhledem k rozsáhlému a roztříštěnému areálu je zeměpisná proměnlivost značná, je popsáno 12–13 poddruhů (ssp.). České jméno mají:
- Regulus regulus buturlini Loudon, 1911 – králíček obecný kavkazský
- Regulus regulus coatsi Sushkin, 1904 – králíček obecný západosibiřský
- Regulus regulus regulus Linnaeus, 1758 – králíček obecný evropský

## Popis
- Délka těla: 8,5–9 cm
- Rozpětí křídel: 13–15 cm
- Hmotnost: samec 5–8 g, samice 6 g

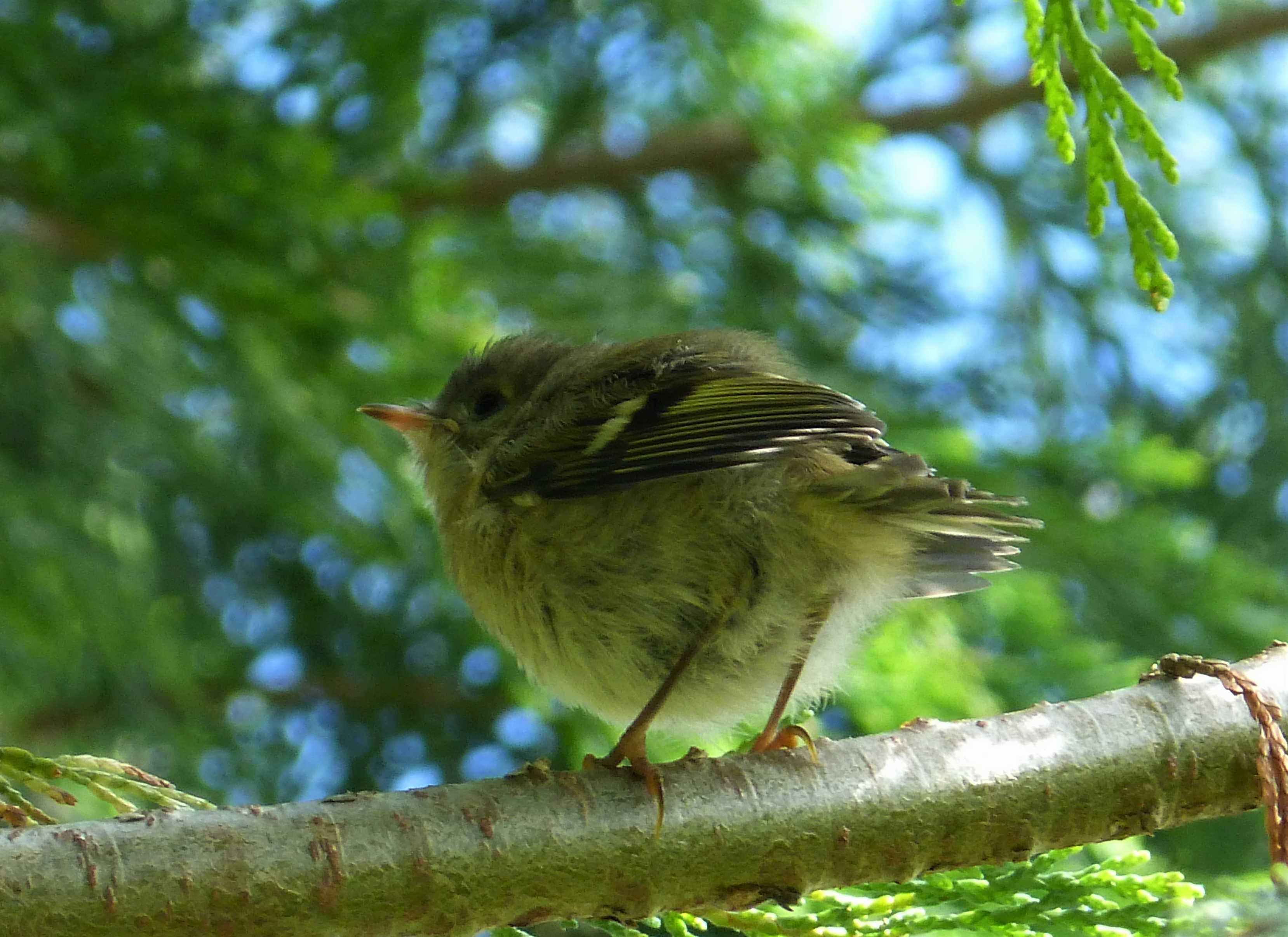
Mladý pták

Králíček obecný je nejmenší evropský pták. Má kulovité tělo, poměrně krátký ocas a tenký špičatý zobák. Dospělý jedinec má olivově zelené zbarvení se světlou spodní stranou těla a dvěma bílými a jednou černou příčnou páskou na křídlech. Samec má živě oranžové, černě orámované temeno, které však není při volném pohybu příliš zřetelné. Samice má temeno žluté; mláďatům chybí kresba úplně; prachový šat je tmavošedý.
Podobný, ale pestřejší je králíček ohnivý, který má v kresbě hlavy navíc bílý proužek přes oko a černou uzdičku; opeření ramen je zlatožluté.

## Hlas
Protože králíček obecný je drobný a má ochranné zbarvení, můžeme ho spatřit jen ojediněle – mnohem častěji ho lze zaslechnout. Vábení i zpěv jsou velmi vysoké, tiché, sykavé a vrzavé hlásky. Nejčastěji slyšitelným hlasovým projevem bývá jemné „sí si si“. Poměrně jednoduchý zpěv je vysoká ševelivá stoupající a klesající řada tónů, střídá se v něm slabý vyšší tón s poněkud nižším a současně kratším tónem. Vábení je tenké „srisrisri“. Bejček se Šťastným uvádějí, že tóny zpěvu bývají přepisovány jako „ciciduiciciduicicidui“ a vábení „sit, sit, sit“, přičemž tenounké vábení je mnohdy jediným ptačím hlasem, který lze v zimě v jehličnatých lesích zaslechnout.

## Rozšíření
Králíček obecný se poměrně hojně vyskytuje v téměř celé Evropě a Malé Asii. Izolované populace žijí také v severní Asii a Severní Americe. Současná evropská populace je početná, čítá 20 000 000 až 37 000 000 párů, což odpovídá 40 100 000 až 74 100 000 jedincům. Značně přibližný odhad světové populace je 98 000 000 až 165 000 000 dospělých jedinců. Na většině areálu svého rozšíření se zdržuje po celý rok, výjimku tvoří populace ze severních oblastí, které alespoň z části migrují na jih.

## Výskyt v Česku
Na území České republiky se vyskytuje hojně, a to v podstatné části středních a vyšších poloh (až do více než 1350 m n. m., Dungel s Hudcem uvádějí do 1600 m n. m.), v nížinách jsou podmínkou výskytu jehličnaté nebo alespoň smíšené lesy.

Početnost se podstatněji nemění, v letech 2001–2003 u nás hnízdilo 200 000 až 400 000 párů. Naše populace jsou stálé.

## Prostředí
Přes léto se zdržuje v jehličnatých, především smrkových lesích, často se objevuje i v zahradách a městských parcích s dostatečným porostem jehličnatých dřevin. Především v zimním období jej můžeme vzácněji objevit i ve smíšených lesích.

## Chování

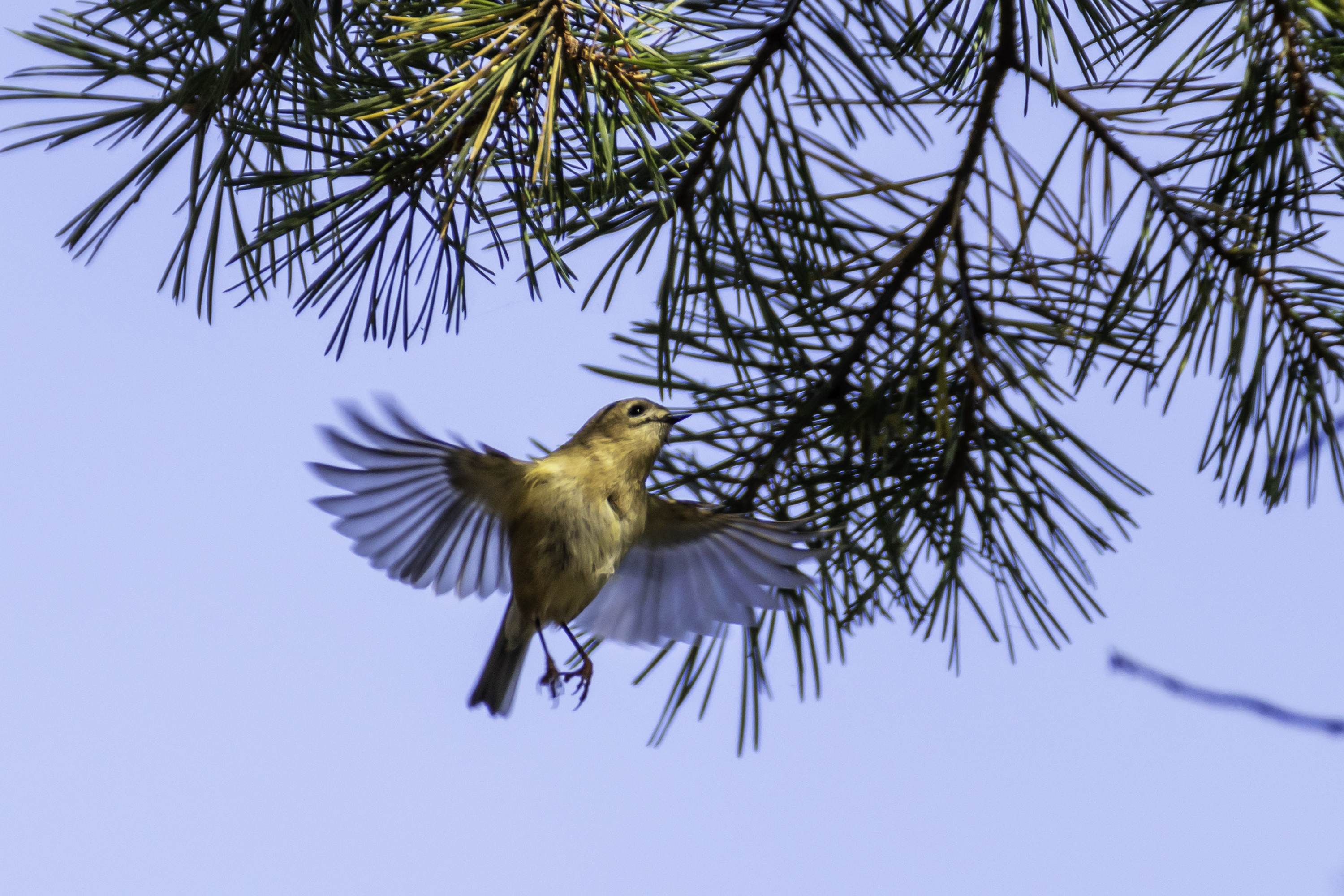
Třepotání u koncí větví při hledání potravy

Podobně jako sýkory, ke kterým se v zimě často připojuje, se pohybuje velice obratně a mrštně i na tenkých větvích stromů. Neklidně prolétá a prolézá koruny stromů, zejména jehličnanů, často se motýlkovitě třepotá u konců větví, přeletuje vlnkovitě. Pelz uvádí, že je velmi pohyblivý a neposedný, stále poletuje z místa na místo, přičemž není nijak plachý.

## Hnízdění
Hnízdí jednotlivě, od dubna do července. Výhradně na jehličnatých stromech (hlavně na smrku, méně na borovici) stavějí oba ptáci hluboké téměř uzavřené hnízdo se vstupním otvorem na vrcholu. Tlustostěnná kulovitá stavba z větviček, mechu, trav a vláken je zavěšena vysoko a naspodu dlouhých bočních haluzí. Hnízdo lze ze země jen těžko objevit.

Ročně mívá dvě snůšky po 8 až 10 bílých vejcích se světle hnědým skvrněním o velikosti 13,5 × 10,4 mm. Na vejcích sedí pouze samice 14–16 dní; mláďata krmí oba rodiče; mladé vyvádějí po 14–16 dnech. Po hnízdění se ptáci spolčují v hejnka, případně se sýkorami.

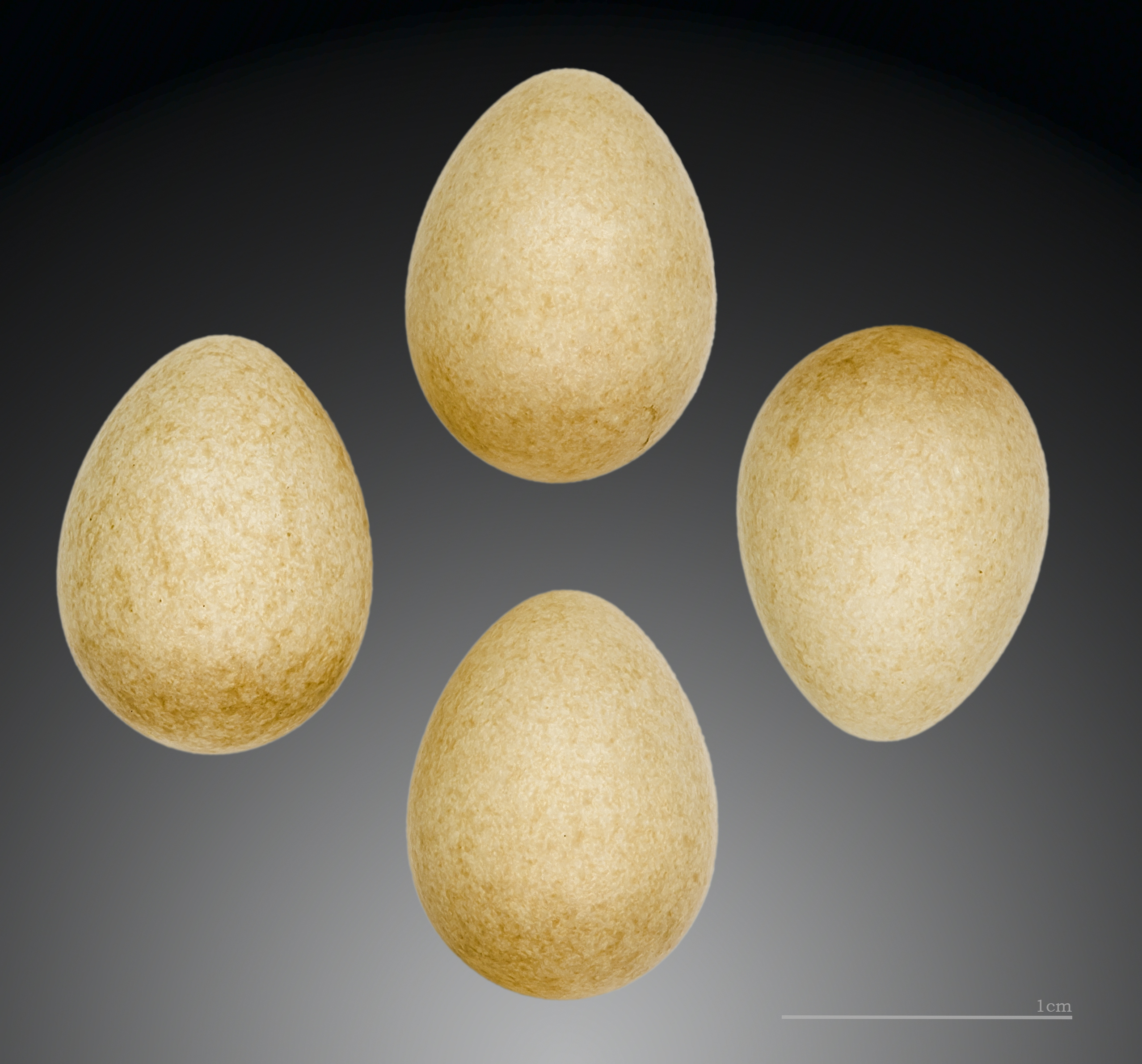
Regulus regulus regulus
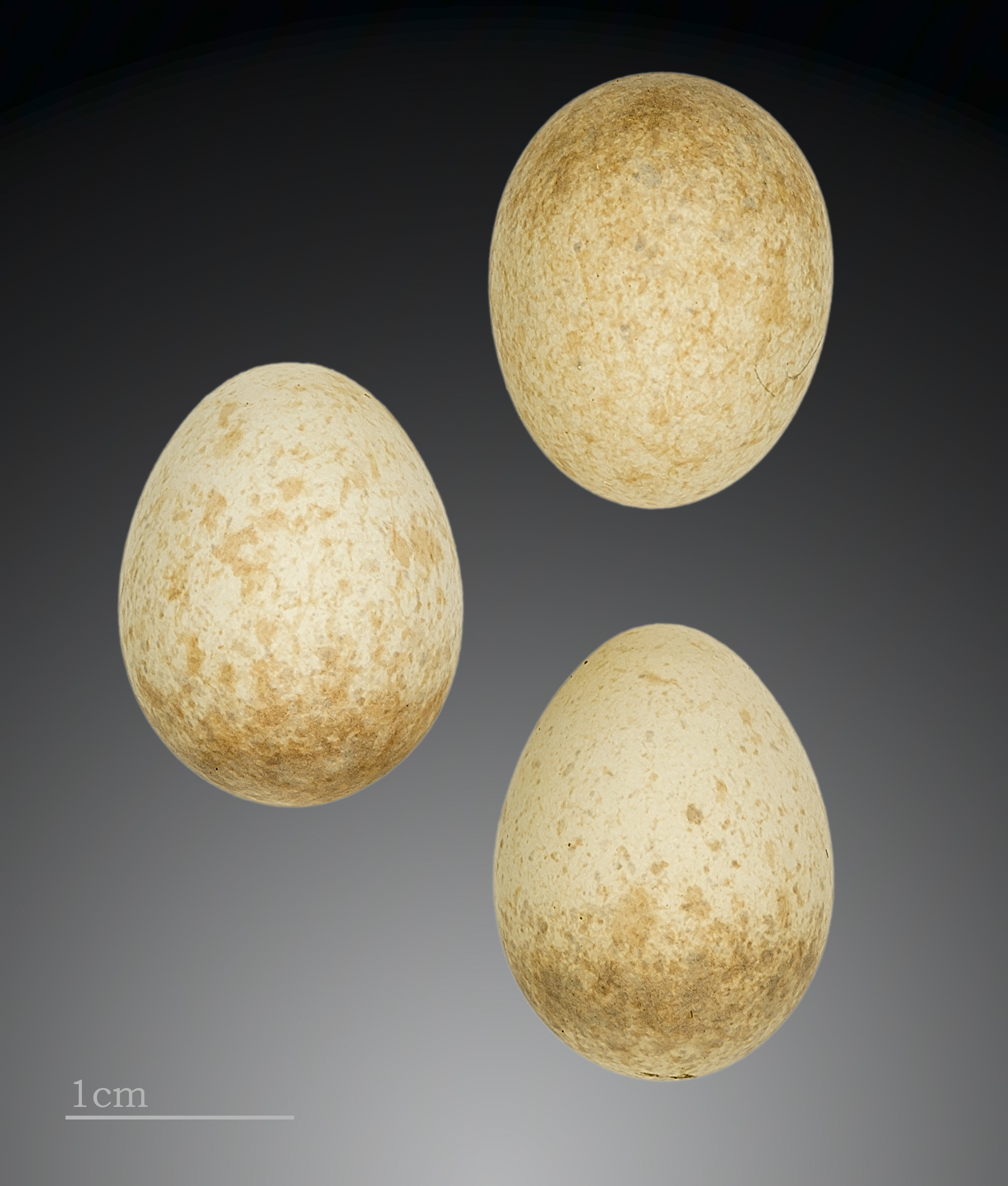
Regulus regulus azoricus
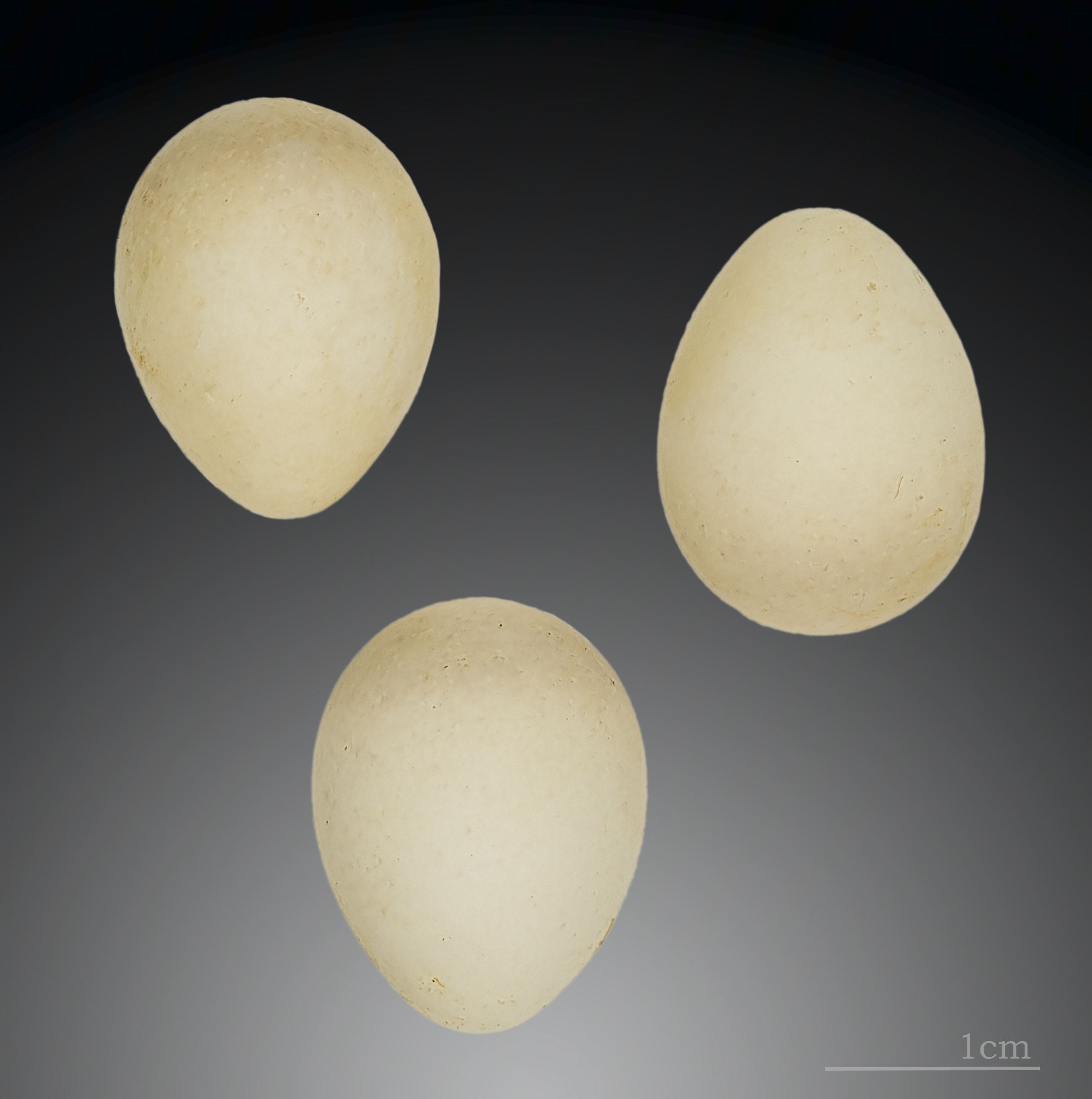
Regulus regulus inermis
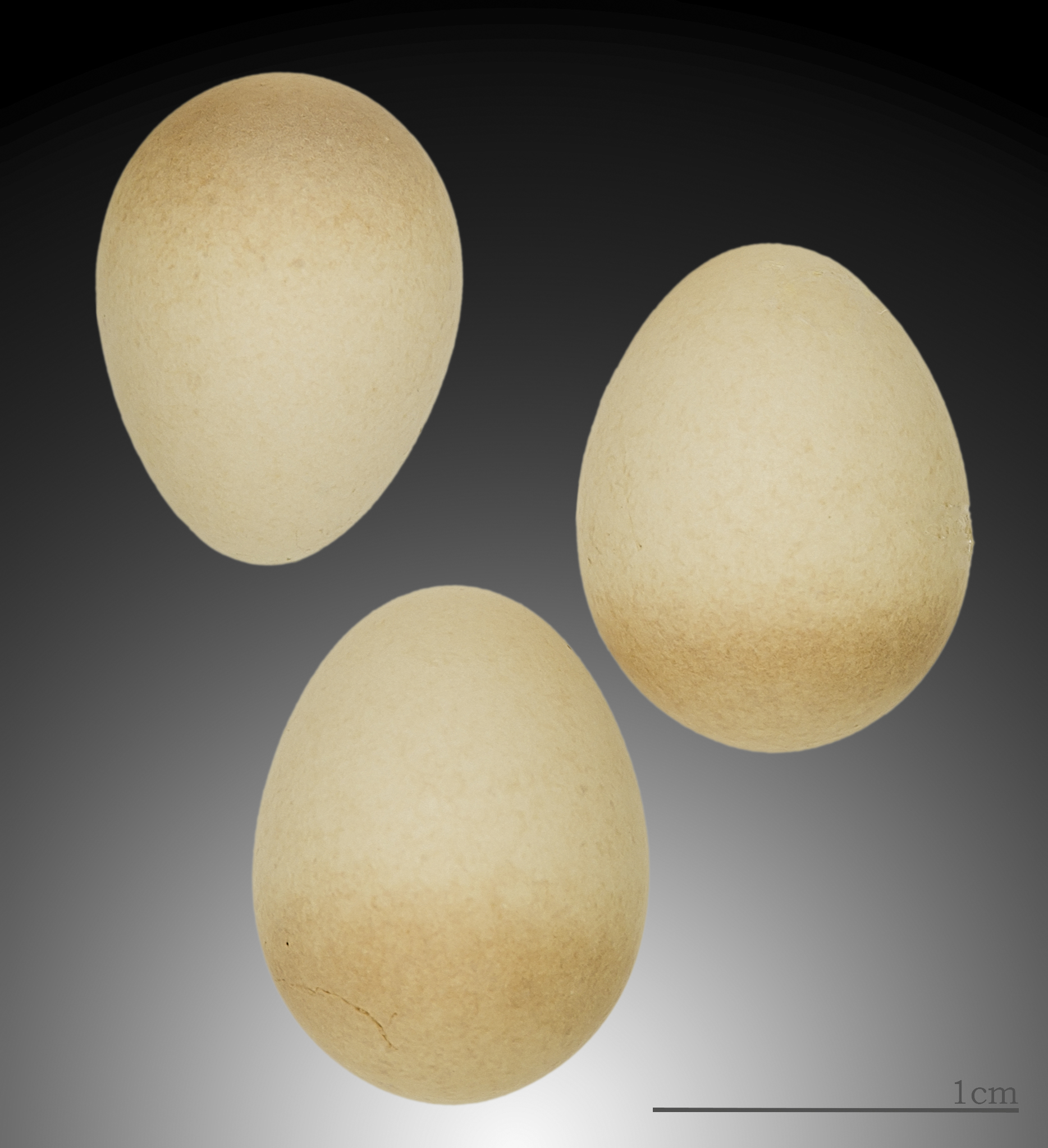
Regulus regulus teneriffae

## Potrava
Živí se malými bezobratlými – převážně drobným hmyzem, jeho larvami a malými pavouky. Nejdůležitější složkou potravy jsou mšice a chvostoskoci.

## České pojmenování
- Historický název králíčka obecného je zlatohlávek obecný a zlatohlávek ohnivý.[9][10]
- České rodové jméno „králíček“ je doslovným překladem latinského rodového jména Regulus. Latinsky „rex“ je král, „regulus“ malý král čili králíček, králevic, kníže, princ. Králíček má na hlavě výraznou žlutou nebo až oranžovou skvrnu, která může evokovat královskou korunu. K pojmenování vedl vzhled ptáka.[11][3]
- Ve staročeštině byl nazýván i „králík“. Dalšími byla jména zlatohlávek, zlatohlásek.[12]
- Dříve se „králíček“ říkalo také střízlíkovi (což platí dodnes pro některá nářečí) a na Moravě zvonohlíkovi.[13]

## Zajímavosti
- Velikostí je králíček protikladem krále našich ptáků, za kterého byl odedávna všeobecně považován orel.[3]